# 24101 Cassini
24101 Cassini è un asteroide della fascia principale. Scoperto nel 1999, presenta un'orbita caratterizzata da un semiasse maggiore pari a 2,6460508 UA e da un'eccentricità di 0,3083155, inclinata di 15,47108° rispetto all'eclittica.
È dedicato all'astronomo seicentesco Giovanni Cassini.